# Spododes basipunctata
Spododes basipunctata là một loài bướm đêm trong họ Geometridae.